# ヴィッラマイナ
ヴィッラマイナ（伊: Villamaina）は、イタリア共和国カンパニア州アヴェッリーノ県にある、人口約1,000人の基礎自治体（コムーネ）。

## 地理

### 位置・広がり

#### 隣接コムーネ
隣接するコムーネは以下の通り。
- フリジェント
- ジェズアルド
- パテルノーポリ
- ロッカ・サン・フェリーチェ
- サンタンジェロ・デイ・ロンバルディ
- トレッラ・デイ・ロンバルディ

## 行政

### 分離集落
ヴィッラマイナには、以下の分離集落（フラツィオーネ）がある。
Antica, Bagni, Buffone (Toppolo), Campoluongo, Cerasito, Cesine, Cisterne, Conche, Costa, Croce, Demanio, Fontanelle, Formulano, Fulitto, Isca, Madonna delle Grazie, Lenze, Luccolo, Mazzarella, Melazzo, Osco, Piro, Ponterutto, Pretachiana, Rasole, San Giovanni, San Paolino, Santa Caterina, Sarzano, Sicciano, Sotto le Coste, Taverna, Vertoli, Puntiddi, Vallipara.